# Vásárhelyi Boldizsár (mérnök)

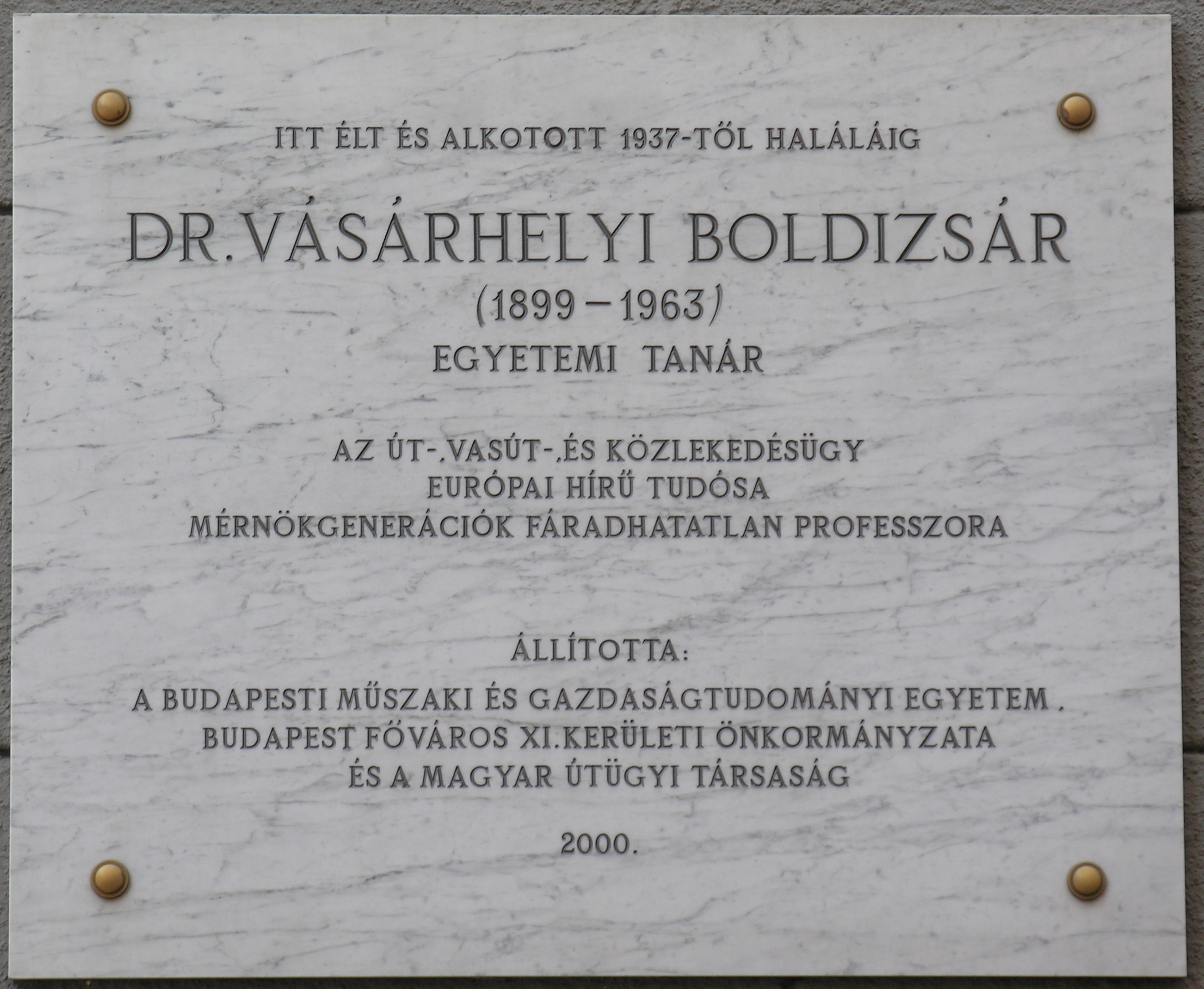
Emléktábla Budapest XI. kerületében

Vásárhelyi Boldizsár (született id. Vásárhelyi Boldizsár, Csombord, 1899. augusztus 5. – Budapest, 1963. augusztus 7.) magyar mérnök, műegyetemi tanár, a műszaki tudományok doktora (1952), Kossuth-díjas (1958), a korszerű útépítés hazai úttörője.

## Életútja
A középiskolát Nagyenyeden végezte majd 1922-ben szerzett mérnöki diplomát a Budapesti Műszaki és Gazdaságtudományi Egyetemen, és 1923–1933 között tanársegéd volt Zelovich Kornél professzor mellett. 1928-ban mérnök-közgazdász doktori címet szerzett. 1935-től a Kereskedelem- és Közlekedésügyi Minisztériumban teljesített szolgálatot. 1942-ben műszaki doktori fokozatot kapott.
Minisztériumi működése során tagja volt annak az irányító gárdának, amely a modern útépítést meghonosította Magyarországon.
Felügyelte a 8-as főút építését 1936-ban. Részt vett a 15 éves útépítési terv előkészítésében 1937-ben. Szervező titkára volt a II. Magyar Útügyi Kongresszusnak és az 1937. évi osztrák-magyar kongresszusnak.
Magyarország autópálya-hálózatára vonatkozóan 1941-ben készítette el az első szakszerű koncepciót, doktori disszertációjaként.
Részt vett a Ferihegyi repülőtéri gyorsforgalmi út megvalósításában. A háború után forgalomszámlálásokat és elemzéseket irányított a budapesti gyorsvasúthálózat és a közúthálózat kialakítása érdekében. Számos magas kitüntetés birtokosa volt.
Rendkívül sokoldalúan tájékozott és nagy munkabírású személy volt, aki a legkeményebb politikai körülmények között is állni tudta a helyét. Csak a betegség ásta alá munkásságát. Tanítványai, pályatársai a talpig becsületes, kiváló jellemű, segítőkész tudóst és barátot tiszteltek benne. Életműve őrzi emlékét mindenkor.
Fia - Dr. Vásárhelyi Boldizsár (Budapest, 1937. november 15. - 2014.07.30.) - szintén mérnök, apja szakmai örökségének méltó folytatója, a közlekedéstudományok doktora (1983). Szakmájának több területén ért el olyan tudományos eredményeket, amelyek meghatározói a szakma és ezen belül az útügyi társaság tevékenységének. Mérnöki munkájában az alkalmazott matematikusi és zseniális nyelvtudását kihasználva a forgalom, a forgalombiztonság, a nemzetközi úthálózati kapcsolatok, a közlekedési hatékonysági számítások, a fejlett technológiák és eljárások hazai elterjesztése terén és több más területén is maradandót alkotott.
A Farkasréti temetőben nyugszik (46/2-1-7/8).

## Munkássága
Magyarország autópálya-hálózatára vonatkozóan 1941-ben készült el az első szakszerű koncepció,  Vásárhelyi Boldizsár doktori disszertációjaként. Az alapelgondolás azóta többször módosult, de megtartotta az eredeti terv alapelvét, amely szerint a hazai autópályák elsőrendű célja a nagyforgalmú szakaszokon a teljesítőképesség biztosítása a tranzitforgalom levezetésére, s erre a célra az országhatárig kiépülő, sugárirányú pályák szükségesek, amelyeket Budapestet körülölelő autópálya-gyűrű köt össze egymással.

## Kötetei
Szakirodalmi tevékenysége igen jelentős. Főszerkesztője volt a Magyar Közlekedés, a Mély- és Vízépítés című folyóiratoknak.
Főbb művei:
- Útépítéstan (Budapest, 1951)
- Vasúti felépítmény (Budapest, 1953)
- Közlekedésügy (Budapest, 1959); ez utóbbi jelentős elismerést hozott számára.[9]

## Társasági tagság
Részt vett a Magyar Tudományos Akadémia közlekedés-tárgyú bizottságaiban, mint elnök vagy elnökhelyettes. Vezetőségi tagja volt a Közlekedéstudományi Egyesületnek, főszerkesztője a Mélyépítéstudományi Szemlének.

## Vásárhelyi díj
Dr. Vásárhelyi Boldizsár-díjat a Magyar Útügyi Társaság alapította és minden évben két-három személynek ítélik oda. Az első kitüntetésre 1997-ben került sor.